# Gare de Shalimar
La gare de Shalimar (en anglais : Shalimar railway station, en bengali :শালিমার রেলওয়ে স্টেশন (Śālimār relôoye sṭeśôn)) est l'une des cinq gares interurbaines desservant la conurbation d'Howrah et Calcutta en Inde.